# Болнице шкотских жена — Јединица „Лондон” на Руском фронту и Добруџи
Болница шкотских жена — јединица „Лондон” на Руском фронту и Добруџи била је осма јединица и једна од 14 привремених санитетских установа, покрета жена из Велике Британије у Првом светском рату која је санитетски обезбеђивала новоформирану Прву српску добровољачку дивизију, која је формирана у Русији, 1916. и 1917. године. На овај задатак јединица „Лондон” је послата након захтева српског посланика Бошковића упућеног Комитету федерација жена Шкотске, на челу са др Елси Инглис, која се одмах прихватио обавезе прикупљања новца, набавку опреме и окупљање особља за оснивање болнице и њено упућивање у Добруџу, где би санитетски обезбеђивали Србе — добровољце у Русији. Због значаја овог задатка др Елси Инглис одлучује да сама предводи и руководи болницом, са којом је кренула на далеки пут септембра 1916. године.
Тако је поред припремања болница за српску војску на Солунском фронту, где се већ налазила „јединица Америка“ Комитет федерација жена Шкотске и на фронту у Русији и Румунији, упутио новосновану и опремњена санитетским материјалом купљеним новцем сакупљеним у Америци — јединицу „Лондон” да у Добруџи оснује ратну болницу.

## Услови који су претходили оснивању болнице
Маја месеца 1916. у руској Одеси цар Николај Други и српски премијер Никола Пашић уручили су новоформираној 1. српској добровољачкој дивизији борбени стег, која је одмах укључена у један руски корпус. Како би се обезбедио командни састав неопходан за рад 1. српске добровољачке дивизије са Солунског фронта су повучене и у ову јединицу послате у рату проверене старешине. Две стотине српских официра и подофицира потом је упућено је у Одесу. Да би до ње стигли требало је да обиђу цели европски континент, бродом преко Средоземног мора, Гибралтара, Канала Ламанш, Северног мора до руске луке Архангелск и то упркос претњама немачких подморница које су тада биле господари пучине. А потом од Архангелска на хиљаде километара железницом до Одесе.
По уласку Румуније у Први светски рат августа 1916. године, корпус је хитно послат на слабо брањени јужни, Добруџански фронт, у пуном саставу од преко 18.000 војника и официра.
Борбе у Добруџи трајале су од краја августа до краја октобра 1916. године. За време ангажмана на фронту у Добруџи дивизија је учествовала у пет бојева. Августа и септембра 1916. на Добруџанском фронту вођене су ретко виђене крваве борбе. За кратко време погинуло је око 3.000 њених војника и официра, док је преко 6.000 било рањено или нестало. Једноставно речено, њен борбени састав био је преполовљен.

## Оснивање и рад болнице у 1916.
Посвећена Србима и жртвама српског народа током 1914. и 1915. године, др Елси Инглис, је са жељом да помогне Српском народу, након свих претходних припрема, са 75 припадница Болница шкотских жена — јединица „Лондон” у пратњи Транспортне јединице, са 16 аутомобила за евакуацију рањеника, кренула из Енглеске и стигла у Одесу 21. септембра 1916. године, после 40 дана путовања преко Архангелска и Москве.
Долазак у Одесу био је можда најтужнији у рату за др Инглис, јер је сазнала да је у међувремену издата наредба да се Српска дивизија упути на фронт, у центар велике битке из које су се Румуни повукли са левог, а Руси са десног крила, и да су остављени сами да се боре, у истом дану, и то на два фронта, губећи своје војнике. Број погинулих и рањених нарастао је тих дана на више од 4.000 људи. О томе др Елси Инглис пише у часопису „English Women“ фебруара 1917: 
„Страшно је било кад су ови скрхани људи нагрнули у нашу болницу. Али је најжалосније било видети једног младог Србина, којег су унели на носилима. Придигла сам га да видим где му је рана, а он напола отвори очи и шапуташе: ’Србија, Србија!’ Затим, није више дошао к себи. Умро је на два-три сата касније, за Србију. И... тешко да је енглеским новинама и јављано шта се збивало у Добруџи. Пошли су у борбу, Српска дивизија, њих петнаест хиљада. Они су били у средини, Румуни слева, Руси здесна. Румуни посусташе, те су се Срби 24 часа морали тући на два фронта. Изађоше из борбе, изгубивши 11.000 људи...“
Ови догађаји утицали су на то да се Болница шкотских жена на самом почетку нађе на расулом фронту после пораза што је значајно утицало на њен будући боравак и рад. У таквим условима Болница је у комплетном саставу, скупа са прикљученом транспортном колоном кренула из Одесе и преко Черне Воде ка Меџидији. 
Из Одесе, болница је убрзо стигла у Добруџу, где је била придружена Југословенској добровољацкој дивизији, која је била формирана у јулу 1916. године у Одеси од добровољаца, пореклом јужних Словена, највећим делом Срба, бивших војника аустро-угарске војске који су били заробљени или који су пребегли у руску војску.
У Меџидији је др Инглис ступила у везу са штабом дивизије и пуковником Хаџићем. Након консултација са њим донела је одлуку да болницу оснује у месту Булбул Мик са прихватилиштема за рањенике, из кога би се рањеници после примарне обраде рана упућивали у болницу у Меџидији, у касарни коју су јој руске војне власти ставиле на располагање. Поред болнице Шкотских жена на истој локацији налазила се и српска војна болница са два лазарета — Првим српским лазаретом руководио је др Драгослав Поповић а Други српским лазаретом који је предводио др Владимир Станојевић, а формално прикључена јединица „Лондон”.
У болници која је била смештена одмах иза линије фронта др Инглис је одржавала велику дисциплину, како би за време редовних борби, тако и током „страшног” повлачења, када су болницу стално бомбардовали непријатељски авиони. Све време Шкотланђанке су не жалећи своје животе, свакодневно, скупљале рањенике са првих борбених линија и превозили их у својим санитетским аутомобилима до болнице.
У моменту развијања болнице 3. октобра 1916. године рањеника је било око хиљаду. Првог дана рада, Транспортна колона допремила је из превијалишта у Булбул Мику 102 тешка рањеника.
Због сталних промена на фронту за болницу жена Шкотске наступају нове компликације, које истовремено погађају и болницу Црвеног крста Енглеске, под руководством др Чарлса Берија, која се налазила у близини. Како се стање на фронту и даље погоршавало др Инглис је проширила рад превијалишта у Булбул Мику, која се тада означавало као Болница број 2.
Због појаве колере и опасности од епидемије у саставу болнице основано је и одељење за изолацију.
Дешавало се и нешто неочекивано — руске војне власти, за своју војску, постепено је ангажовала све више капацитете болнице у Меџидији. Доктор Елси Инглис је због тога оштро протестовала код Руса наглашавајући да је болница жена Шкотске српска болница.
Када је 19. октобра 1916. године ситуација постала све тежа – а канонада топова све ближа болници, њен састав је 22. октобра донео одлуку да почне повлачење под најтежим околностима. У међувремену, руске снаге и своје болнице су повукле без икакве најаве, и Болницу шкотских жена са др Инглис на њеном челу ставиле у незавидну ситуацију — да поред збрињавања рањеника, премештају болницу и сачувају санитетски материјал допремљен из Енглеске.

## Болница у 1917.
Дезорганизација у руској војсци, која се све више повећавала, имала је у то време утицаја на позицију Српске дивизије, у настојањима за њено коришћење у појединим војним операцијама. А то би, према општим оценама, и српских и енглеских војних стручњака, било поновно жртвовање дивизије за ратне циљеве других.
Чврсто уверена у безизлазност ситуације у којој се нашла Српска војска др Инглис, је дошла до закључка да би поновно ангажовање Српске дивизије значило и њено жртвовање, и самоиницијативно је започела да се лично ангажује за пребацивање дивизије на Солунски фронт.

Енергично се супротстављајући Генералштабу руске војске, који у то време, јула 1917. године, планирао да се дивизија поново упути на фронт у Румунију, др Инглис се тада обратила за помоћ британским војним ауторитетима да се ангажују у настојањима за пребацивање Српске дивизије, пошто, сами Срби нису имали могућности да утичу на одлуку о својој судбини, јер како каже: 
Зависили су у потпуности од британске владе и њених одлука у остварењу преласка на Солунски фронт. Преговарало се, али се Руси нису слагали са одласком Срба. Били су то дани напетости, све је зависило такорећи од случаја.

## Престанак рада и пребацивање дивизије српске војске на Солунски фронт
У марту 1917. букнула је у Русији октобарска револуција. На пространом руском фронту од Балтика до Црног мора, настало је братимљење између руских и непријатељских војника. Руски војник није хтео више да се бори, већ је одлазио кући. Настала је опасност, да се српске добровољачке дивизије не увуку у комунистичку револуцију, нарочито када су неколицина официра добровољаца — Хрвата, на челу са резервним потпоручником Миланом Банићем, тражили да се у добровољачке јединице уведу „комитети”, по узору на комитете, који су се тада уводили у револуционарној руској војсци.
У циљу спасавања добровољачких дивизија од ове „комунистичке пошасти”, као и због безциљности даљег останка у Русији, отпочето је 30. августа 1917. пребацивање добровољачких организованих јединица на Солунски фронт, где су биле неопходне за попуну претходним борбама проређених редова српске војске. Њихово пребацивање на Солунски фронт, иако је било праћено бројним страдањима, значајно је утицало на попуну српске војске, као и њене даље борбене успехе.
Транспортовање добровољаца из Русије до Солуна изведено је у два правца:
- Преко Архангелска бродовима у Енглеску и затим железницом, односно бродовима преко Француске, Италије и Грчке
- Преко Сибира на Даљни железницом, а затим бродовима до Суеца, па железницом до Александрије и на крају бродовима у Солун

Од контингента првог транспорта добровољаца преко Архангелска формирано је 16 чета, које су у децембру 1917. појачале дивизије српске војске, а од добровољаца из осталих транспорта основана је Вардарске дивизија, 14. јануара 1918. године.

## Повратак припадница болнице у Енглеску
Транспортом преко Архангелска ишла је и Болница шкотских жена — јединица „Лондон” на челу са др Елси Инглис – која је све више осећала како је издају резерве енергије (коју је и дотле једва имала), а малигна болест све више обузима.
Све време њеног ангажовања за спас Српске дивизије и њено упућивање на Солунски фронт, др Елси Инглис прећуткивала своју болест и сваки могући спомен о болести, трпећи све време болове и тегобе за које је само она знала. Преминула је у Њукастлу 26. новембра 1917. а уз све почасти сахрањена је у Катедрали Светог Џајлса, у Единбургу, несотварене жеље да настави медицинску помоћ Србима на Солунском фронту.